# فدراسیون ملی اسکواش ارمنستان
فدراسیون جمهوری ارمنستان (ارمنی: Հայաստանի սքվոշի ազգային ֆեդերացիա) که با نام فدراسیون ارمنستان نیز شناخته می‌شود، نهاد تنظیم‌کننده ورزش اسکواش در ارمنستان می‌باشد که توسط کمیته المپیک ارمنستان اداره می‌شود و مقر آن در شهر ایروان واقع شده است.

## تاریخچه
این فدراسیون در ژوئیه ۲۰۰۷ میلادی تأسیس شد و ریاست فعلی آن را میکائیل وارطانیان برعهده دارد. این فدراسیون عضو کامل فدراسیون جهانی اسکواش و فدراسیون اروپایی اسکواش می‌باشد.
ارمنستانی در مسابقات قهرمانی در سطوح مختلف اروپایی و بین‌المللی از جمله در مسابقات قهرمانی جهانی و بازی‌های المپیک تابستانی شرکت می‌کنند.
مجموعه ورزشی گرند اسپورت در سال ۲۰۱۱ ساخته شد و اولین زمین‌های اسکواش ارمنستان در داخل این مجموعه ایجاد شد. مسابقات اسکواش ملی و بین‌المللی در این مجموعه برگزار می‌شود.
در ژوئن ۲۰۱۸، اندرو شلی، رئیس فدراسیون جهانی اسکواش و همچنین چندین نماینده دیگر از بلژیک، فرانسه، اسلوونی و مصر وارد ایروان شدند تا در مورد توسعه ورزش اسکواش در ارمنستان با نمایندگان فدراسیون ملی اسکواش ارمنستان گفتگو کنند.